# Нойзидль-ам-Зе
Нойзидль-ам-Зе (нем. Neusiedl am See) — город , окружной центр в Австрии, в федеральной земле Бургенланд. 
Входит в состав округа Нойзидль-ам-Зе.  Площадь общины составляет 57,03 км², население — 8643 человека (1 января 2021), плотность населения — 151 чел./км². Идентификационный код  —  107 13.
Городской статус с 10 апреля 1926 года.

## Население
| Год  | Численность |
| ---- | ----------- |
| 1869 | 2411        |
| 1889 | 2843        |
| 1890 | 2899        |
| 1900 | 3211        |
| 1910 | 2898        |
| 1923 | 2764        |
| 1934 | 3943        |
| 1939 | 3616        |
| 1951 | 3625        |
| 1961 | 3826        |
| 1971 | 3999        |
| 1981 | 4122        |
| 1991 | 4675        |
| 2001 | 5584        |
| 2011 | 7123        |
| 2021 | 8643        |

## Политическая ситуация
Выборы — 2007
Бургомистр общины — Курт Ленч (АНП) по результатам выборов 2007 года.
Совет представителей общины (нем. Gemeinderat) состоит из 25 мест.
Распределение мест:
- АНП занимает 14 мест;
- СДПА занимает 8 мест;
- Зелёные занимают 2 места;
- АПС занимает 1 место.

Выборы — 2012
Бургомистр общины — Курт Ленч (АНП) по результатам выборов 2012 года.
Совет представителей общины состоит из 25 мест.
Распределение мест:
- АНП занимает 12 мест;
- СДПА занимает 10 мест;
- "Зелёные" занимают 2 места;
- АПС занимает 1 место.

Выборы — 2017
Бургомистр общины — Элизабет Бём (СДПА) по результатам выборов 2017 года.
Совет представителей общины состоит из 25 мест.
Распределение мест:
- АНП занимает 11 мест;
- СДПА занимает 10 мест;
- "Зелёные" занимают 2 места;
- АПС занимает 2 места.

- Картосхемы цельшпренгелей Австрии Quelle: Statistik Austria (нем.)

## Культовые здания и сооружения

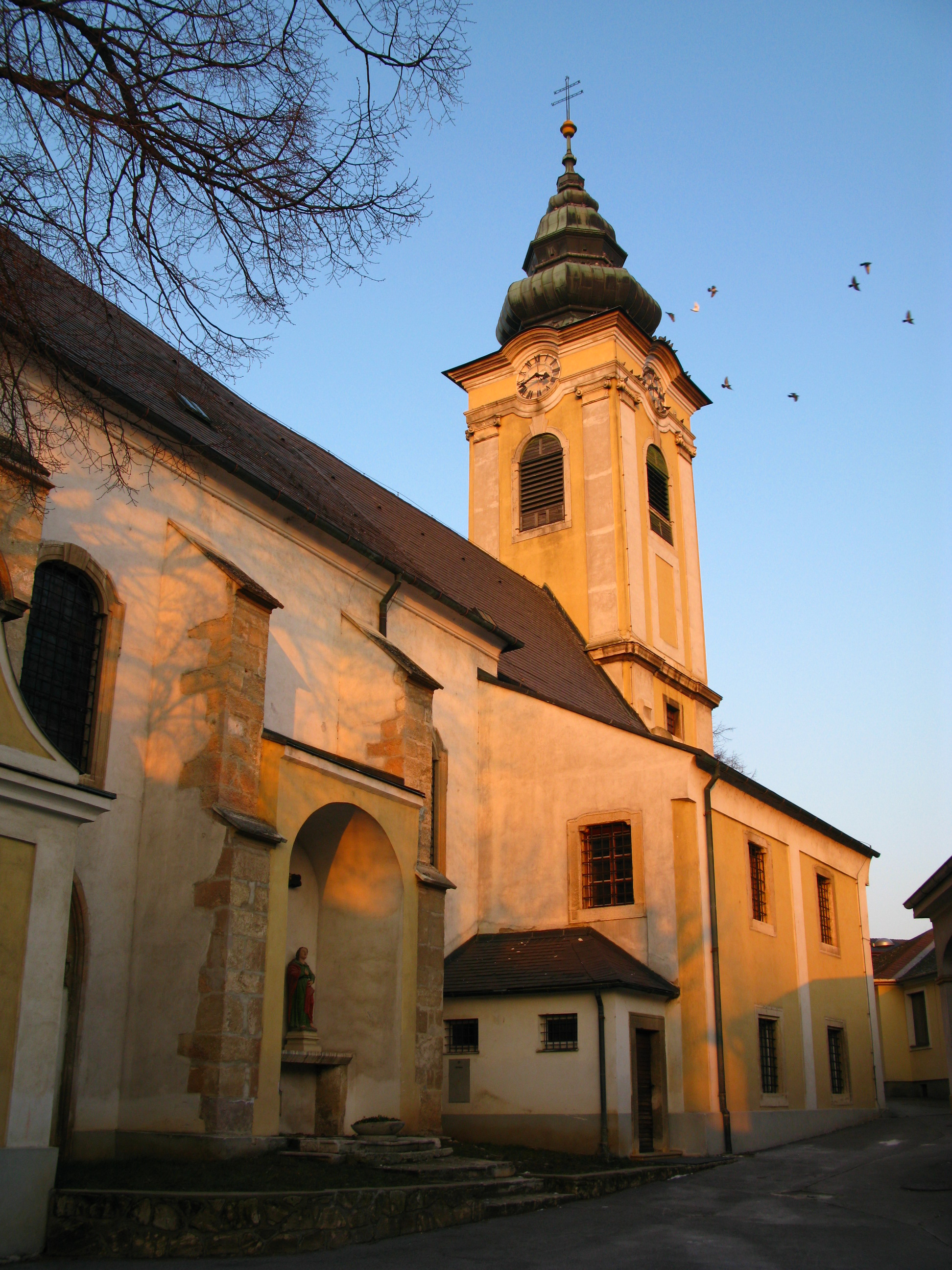
Католическая приходская церковь (Нойзидль-ам-Зе)

## Внешние ссылки
- Интерактивная карта Австрии terrain (на 20 языках)